# Амазонас (држава Бразила)
Амазонас (порт. Amazonas) држава је у Бразилу, смештена на северозападу. Граничи се са Перуом, Колумбијом и Венецуелом као и са савезним државама Рораима, Пара, Мато Гросо, Рондонија и Акре. Амазонас је по површини највећа бразилска држава. Амазонас такође поседује највећу биолошку разноврсност на свету са преко 250 врста сисара, 2.000 врста риба и преко 1.000 врста птица.

## Географија
Амазонас је добио име по реци Амазон, и у њему се налази највећа планина у Бразилу 2.294 метара висока Пико де Неблина. Скоро цела територија ове државе је обухваћена амазонским шумама. Клима је екваторска са падавинама током свих месеци.

## Историја
Назив реци Амазон по којој је и држава добила име дали су шпански истраживачи, који су се борили против домородачких ратница а према називу за жене ратнице из грчке митологије. Друга мање истражена варијанта каже да назив Амазон долази од речи локалних Индијанаца amassunu што значи „звук воде”.
Област данашњег Амазонаса први пут се спомиње након мира из Тордесиљаса 1494. године по коме су Шпанија и Португал поделиле своје сфере утицаја у Јужној Америци. Територија источно од 46° 37' западне дужине припала је Португалу. Амазонас је статус државе добио још 1850. године од Педра II, бразилског цара. Ова област доживела је велики економски развој после 1850. године због велике производње гуме, но, задњих година 19. века долази до економског слабљења због преласка производње гуме у енглеске и холандске колоније у источној Азији. Главни град Амазонаса, Манаус некада је био јако богат град, и имао је улично осветљење и трамваје чак и пре Лондона, али зависност од производње гуме довела је до великог економског посртања.

## Демографија
Према статистичким подацима из 2007. године. Амазонас има 3,3 милиона становника, што је 2.1 ст. по km2. Што се тиче расне припадности тзв. пардоса (две или више расе) има преко 75%, белаца 21%, црнаца 4,3%.

## Привреда
Индустријски сектор учествује у БДП са 69,9%, прати га услужни сектор са 26,5% и пољопривреда са 3,6%. Амазонас извози: мобилне телефоне 48,7%, остале електронске производе 19,5%, моторе 7,7%.
Привреда Амазонаса је некада у потпуности зависила од гуме, данас су заступљене разне гране индустрије, укључујући и узгајање маниоке, наранџе и других пољопривредних култура. Захваљујући инвестицијама државе и смањивању такси и пореза, Манаус је постао велики индустријски центар Бразила, што је условила долазак великих и познатих компанија произвођача мобилних телефона као што су Нокија, Сажем и др.

## Образовање
Најпознатији Универзитети су: Федерални универзитет Амазонас, Универзитет државе Амазонас, Универзитет Паулиста и др.

## Саобраћај
Интернационални аеродром Едуардо Гомес је као мали град. У њему ради 3.300 радника. Има два терминала и трећи је најфреквентнији аеродром у Бразилу.
Кроз Амазонас пролазе и осам аутопутева.